# THE IDOLM@STER STARLIT SEASON
『THE IDOLM@STER STARLIT SEASON』（アイドルマスター スターリットシーズン）は2021年10月6日から日本コロムビア・ランティスより発売されているCDシリーズ。

## 概要
PS4・PS5・PC用ゲーム『アイドルマスター スターリットシーズン』に関連したCDシリーズ。『00』は日本コロムビアとランティスからの同時発売となり、それぞれカップリング曲が異なる。『01』『03』はランティス単独、『02』『04』は日本コロムビア単独での発売となる。
CD初収録曲は太字で表記する。

## 00 GR@TITUDE
2021年10月6日発売。ゲーム『スターリットシーズン』のテーマ曲「GR@TITUDE」を収録。
収録曲（日本コロムビア盤）
1. GR@TITUDE
歌：Project LUMINOUS
作詞：森由里子、作曲：神前暁（MONACA）、編曲：帆足圭吾（MONACA）
2. GR＠TITUDE 765PRO ALLSTARSバージョン
歌：765PRO ALLSTARS
3. GR＠TITUDE シンデレラガールズバージョン
歌：CINDERELLA GIRLS
4. GR＠TITUDE オリジナル・カラオケ

ランティス盤
1. GR@TITUDE
歌：Project LUMINOUS
2. GR＠TITUDE ミリオンライブ！Ver.
歌：MILLIONSTARS
3. GR＠TITUDE シャイニーカラーズVer.
歌：シャイニーカラーズ
4. GR＠TITUDE（Off Vocal）

## 01
2021年12月1日発売。ゲーム『スターリットシーズン』用楽曲「SESSION!」「EVER RISING」と、同作に収録された「THE IDOLM@STER」シリーズ各作品の曲を1曲ずつ収録。
収録曲
1. THE IDOLM@STER
歌：Project LUMINOUS[メンバー 1]
作詞：中村恵、作曲・編曲：BNEI（佐々木宏人）
2. お願い！シンデレラ
歌：CINDERELLA GIRLS[メンバー 6]、MILLIONSTARS[メンバー 4]
作詞：marhy、作曲・編曲：BNSI（内田哲也）
3. Thank you!
歌：765PRO ALLSTARS[メンバー 2]、MILLIONSTARS[メンバー 7]
作詞：BNSI（モモキエイジ）、作曲・編曲：BNSI（佐藤貴文）
4. Spread the Wings!!
歌：765PRO ALLSTARS[メンバー 2]、シャイニーカラーズ[メンバー 8]
作詞：こだまさおり、作曲・編曲：山口朗彦
5. SESSION!
歌：天海春香（中村繪里子）、水瀬伊織（釘宮理恵）、菊地真（平田宏美）、我那覇響（沼倉愛美）、安部菜々（三宅麻理恵）、双葉杏（五十嵐裕美）、春日未来（山崎はるか）、大崎甘奈（黒木ほの香）、大崎甜花（前川涼子）、奥空心白（田中あいみ）
作詞：真崎エリカ、作曲・編曲：本多友紀（Arte Refact）
6. EVER RISING
歌：奥空心白（田中あいみ）、亜夜（日高里菜）
作詞：松井洋平、作曲：小高光太郎・UiNA、編曲：小高光太郎
7. SESSION!（Off Vocal）
8. EVER RISING（Off Vocal）
9. 第一幕「もしもルミナス～ルームシェア、はじめます。～」
出演：我那覇響、双葉杏、最上静香、大崎甘奈、奥空心白

## 02
2022年1月19日発売。ゲーム『スターリットシーズン』用楽曲「夏のBang!!」「1st Call」と、同作に収録された「THE IDOLM@STER」シリーズ各作品の曲を1曲ずつ収録。
収録曲
1. READY!!
歌：765PRO ALLSTARS[メンバー 2]、シャイニーカラーズ[メンバー 5]
作詞：yura、作曲・編曲：神前暁（MONACA）
2. Star!!
歌：CINDERELLA GIRLS[メンバー 6]
作詞：森由里子、作曲・編曲：田中秀和（MONACA）
3. Brand New Theater!
歌：765PRO ALLSTARS[メンバー 2]、CINDERELLA GIRLS[メンバー 3]、MILLIONSTARS[メンバー 7]
作詞：モモキエイジ、作曲：BNSI（佐藤貴文）、編曲：EFFY
4. Multicolored Sky
歌：シャイニーカラーズ[メンバー 8]
作詞：松井洋平、作曲・編曲：高田暁
5. 夏のBang!!
歌：星井美希（長谷川明子）、萩原雪歩（浅倉杏美）、高槻やよい（仁後真耶子）、双海亜美／真美（下田麻美）、城ヶ崎美嘉（佳村はるか）、諸星きらり（松嵜麗）、伊吹翼（Machico）、桜守歌織（香里有佐）、小宮果穂（河野ひより）、奧空心白（田中あいみ）
作詞：ミズノゲンキ、作曲・編曲：長谷川智樹
6. 1st Call
歌：DIAMANT[メンバー 9]
作詞：只野菜摘、作曲・編曲：石濱翔（MONACA）
7. 夏のBang!! オリジナル・カラオケ
8. 1st Call オリジナル・カラオケ
9. 第二幕「もしもルミナス～ミッドナイト・スクリーム～」
出演：我那覇響、双葉杏、最上静香、大崎甘奈、奥空心白

## 03
2022年3月2日発売。ゲーム『スターリットシーズン』用楽曲「アイシテの呪縛～Je vous aime～」「全力★ドリーミングガールズ」と、同作に収録された「THE IDOLM@STER」シリーズ各作品の曲を1曲ずつ収録。なお、ボーナストラックとして「THE IDOLM@STER」と「シャイニーカラーズ」の曲をさらに1曲ずつ新録バージョンを収録。
収録曲
1. M@STERPIECE
歌：765PRO ALLSTARS[メンバー 2]
作詞：yura、作曲：神前暁（MONACA）、編曲：神前暁（MONACA）・高田龍一（MONACA）
2. M＠GIC☆
歌：CINDERELLA GIRLS[メンバー 6]
作詞：森由里子、作曲・編曲：田中秀和（MONACA）
3. UNION!!
歌：765PRO ALLSTARS[メンバー 2]、MILLIONSTARS[メンバー 7]
作詞：藤本記子（Nostalgic Orchestra）、作曲・編曲：堀江晶太
4. Ambitious Eve
歌：シャイニーカラーズ[メンバー 8]
作詞：真崎エリカ、作曲：山田智和、編曲：住谷翔平
5. アイシテの呪縛～Je vous aime～
歌：如月千早（今井麻美）、秋月律子（若林直美）、三浦あずさ（たかはし智秋）、四条貴音（原由実）、神崎蘭子（内田真礼）、最上静香（田所あずさ）、白石紬（南早紀）、白瀬咲耶（八巻アンナ）、杜野凛世（丸岡和佳奈）、奥空心白（田中あいみ）
作詞：安藤紗々、作曲・編曲：白戸佑輔（Dream Monster）
6. 全力★ドリーミングガールズ
歌：星井美希（長谷川明子）、萩原雪歩（浅倉杏美）、高槻やよい（仁後真耶子）、双海亜美／真美（下田麻美）、城ヶ崎美嘉（佳村はるか）、諸星きらり（松嵜麗）、伊吹翼（Machico）、桜守歌織（香里有佐）、小宮果穂（河野ひより）、田中摩美々（菅沼千紗）、奧空心白（田中あいみ）、亜夜（日高里菜）
作詞：KOCHO、作曲・編曲：坂東邑真
7. アイシテの呪縛～Je vous aime～（Off Vocal）
8. 全力★ドリーミングガールズ（Off Vocal）
9. 第三幕「もしもルミナス～南蛮渡来のすごいあれ～」
出演：我那覇響、双葉杏、最上静香、大崎甘奈、奥空心白
10. READY!!
歌：春日未来（山崎はるか）、最上静香（田所あずさ）、伊吹翼（Machico）
11. Spread the Wings!!
歌：双葉杏（五十嵐裕美）

## 04
2022年4月13日発売。ゲーム『スターリットシーズン』用楽曲「IDOL☆HEART」「KAWAII ウォーズ」「ダンス・ダンス・ダンス」と、同作に収録された「THE IDOLM@STER」シリーズ既存の曲を5曲収録。なお、ボーナストラックとして「THE IDOLM@STER」と「シンデレラガールズ」の曲をさらに1曲ずつ新録バージョンを収録。
収録曲
1. MUSIC♪（M@STER VERSION）
歌：765PRO ALLSTARS[メンバー 2]
作詞：yura、作曲・編曲：BNEI（渡辺量）
2. オーバーマスター（M@STER VERSION）
歌：星井美希（長谷川明子）、四条貴音（原由実）、我那覇響（沼倉愛美）、DIAMANT[メンバー 9]
作詞：BNEI（mft）、作曲：BNEI（中川浩二）、編曲：BNEI（増渕裕二・中川浩二）
3. IDOL☆HEART
歌：765PRO ALLSTARS[メンバー 2]
作詞：yura、作曲・編曲：滝澤俊輔（TRYTONELABO）
4. KAWAII ウォーズ
歌：天海春香（中村繪里子）、水瀬伊織（釘宮理恵）、菊地真（平田宏美）、我那覇響（沼倉愛美）、安部菜々（三宅麻理恵）、双葉杏（五十嵐裕美）、春日未来（山崎はるか）、田中琴葉（種田梨沙）、大崎甘奈（黒木ほの香）、大崎甜花（前川涼子）、奥空心白（田中あいみ）、詩花（高橋李依）
作詞・作曲：ササキトモコ、編曲：ササキトモコ・蓑部雄崇
5. ダンス・ダンス・ダンス
歌：如月千早（今井麻美）、秋月律子（若林直美）、三浦あずさ（たかはし智秋）、四条貴音（原由実）、神崎蘭子（内田真礼）、高垣楓（早見沙織）、最上静香（田所あずさ）、白石紬（南早紀）、白瀬咲耶（八巻アンナ）、杜野凛世（丸岡和佳奈）、奥空心白（田中あいみ）、玲音（茅原実里）
作詞：MCTC、作曲・編曲：TAKU INOUE
6. GR＠TITUDE
歌：Project LUMINOUS[メンバー 1]、DIAMANT[メンバー 9]
7. GR＠TITUDE
歌：DIAMANT[メンバー 9]
8. なんどでも笑おう
歌：765PRO ALLSTARS[メンバー 2]、奥空心白（田中あいみ）、亜夜（日高里菜）
作詞：モモキエイジ、作曲：BNSI（佐藤貴文）、編曲：BNSI（トリ音）
9. KAWAII ウォーズ オリジナル・カラオケ
10. ダンス・ダンス・ダンス オリジナル・カラオケ
11. 第四幕「もしもルミナス～スイッチ～」
出演：我那覇響、双葉杏、最上静香、大崎甘奈、奥空心白
12. READY!!（M@STER VERSION）
歌：神崎蘭子（内田真礼）、城ヶ崎美嘉（佳村はるか）、双葉杏（五十嵐裕美）
13. お願い！シンデレラ（M@STER VERSION）
歌：星井美希（長谷川明子）、四条貴音（原由実）、我那覇響（沼倉愛美）

### ユニットメンバー
1. 1 2 3 4 5 6 7 8  天海春香（中村繪里子）、星井美希（長谷川明子）、如月千早（今井麻美）、高槻やよい（仁後真耶子）、萩原雪歩（浅倉杏美）、菊地真（平田宏美）、双海亜美 / 真美（下田麻美）、水瀬伊織（釘宮理恵）、三浦あずさ（たかはし智秋）、四条貴音（原由実）、我那覇響（沼倉愛美）、秋月律子（若林直美）、安部菜々（三宅麻理恵）、神崎蘭子（内田真礼）、城ヶ崎美嘉（佳村はるか）、双葉杏（五十嵐裕美）、諸星きらり（松嵜麗）、春日未来（山崎はるか）、最上静香（田所あずさ）、伊吹翼（Machico）、白石紬（南早紀）、桜守歌織（香里有佐）、白瀬咲耶（八巻アンナ）、小宮果穂（河野ひより）、杜野凛世（丸岡和佳奈）、大崎甘奈（黒木ほの香）、大崎甜花（前川涼子）、奥空心白（田中あいみ）
2. 1 2 3 4 5 6 7 8 9 10  天海春香（中村繪里子）、星井美希（長谷川明子）、如月千早（今井麻美）、高槻やよい（仁後真耶子）、萩原雪歩（浅倉杏美）、菊地真（平田宏美）、双海亜美 / 真美（下田麻美）、水瀬伊織（釘宮理恵）、三浦あずさ（たかはし智秋）、四条貴音（原由実）、我那覇響（沼倉愛美）、秋月律子（若林直美）
3. 1 2  安部菜々（三宅麻理恵）、神崎蘭子（内田真礼）、城ヶ崎美嘉（佳村はるか）、双葉杏（五十嵐裕美）、諸星きらり（松嵜麗）
4. 1 2  春日未来（山崎はるか）、最上静香（田所あずさ）、伊吹翼（Machico）、白石紬（南早紀）、桜守歌織（香里有佐）
5. 1 2  白瀬咲耶（八巻アンナ）、小宮果穂（河野ひより）、杜野凛世（丸岡和佳奈）、大崎甘奈（黒木ほの香）、大崎甜花（前川涼子）
6. 1 2 3  安部菜々（三宅麻理恵）、神崎蘭子（内田真礼）、城ヶ崎美嘉（佳村はるか）、双葉杏（五十嵐裕美）、諸星きらり（松嵜麗）、高垣楓（早見沙織）
7. 1 2 3  春日未来（山崎はるか）、最上静香（田所あずさ）、伊吹翼（Machico）、白石紬（南早紀）、桜守歌織（香里有佐）、田中琴葉（種田梨沙）
8. 1 2 3  白瀬咲耶（八巻アンナ）、小宮果穂（河野ひより）、杜野凛世（丸岡和佳奈）、大崎甘奈（黒木ほの香）、大崎甜花（前川涼子）、田中摩美々（菅沼千紗）
9. 1 2 3 4  玲音（茅原実里）、詩花（高橋李依）、亜夜（日高里菜）